# Grensmarks voetbalkampioenschap 1929/30
In 1929/30 werd het eerste Grensmarks voetbalkampioenschap gespeeld, dat georganiseerd werd door de Baltische voetbalbond. Het kampioenschap verving het Voetbalkampioenschap van Danzig-West-Pruisen. De clubs werden onderverdeeld in verschillende regionale Kreisliga's, waarvan de beste teams zich plaatsten voor de Bezirksliga.
Schutzpolizei Danzig werd kampioen en plaatste zich voor de Baltische eindronde. Als vicekampioen mocht ook Viktoria Stolp naar die eindronde. Stolp moest eerst nog een kwalificatie spelen voor de groepsfase die ze met 7:1 verloren van VfB Stettin. Schutzpolizei Danzig was meteen voor de groepsfase geplaatst en werd daar laatste. 

## Kreisliga

### Kreisliga Stolp
In de Kreisliga Stolp werden twee competities gespeeld, enkel de winnaar van de herfstronde plaatste zich voor de Bezirksliga
Herfst
| Plaats | Club                    | Wed. | W | G | V | Saldo | Ptn. |
| ------ | ----------------------- | ---- | - | - | - | ----- | ---- |
| 1.     | SV Viktoria 1909 Stolp  | 4    | 4 | 0 | 0 | 27:2  | 8    |
| 2.     | SV Germania Stolp       | 3    | 2 | 0 | 1 | 9:10  | 4    |
| 3.     | SV Fortuna 1919 Stolp   | 4    | 2 | 0 | 2 | 9:15  | 4    |
| 4.     | SV Sturm 1919 Lauenburg | 2    | 0 | 0 | 2 | 2:9   | 0    |
| 5.     | FC Pfeil 1919 Lauenburg | 3    | 0 | 0 | 3 | 1:12  | 0    |

|  | Geplaatst voor Bezirksliga |

Lente
| Plaats | Club                    | Wed. | W | G | V | Saldo | Ptn. |
| ------ | ----------------------- | ---- | - | - | - | ----- | ---- |
| 1.     | SV Viktoria 1909 Stolp  | 8    | 8 | 0 | 0 | 57:8  | 16   |
| 2.     | SV Sturm 1919 Lauenburg | 7    | 5 | 0 | 2 | 26:17 | 10   |
| 3.     | FC Pfeil 1919 Lauenburg | 6    | 2 | 1 | 3 | 17:19 | 5    |
| 4.     | SV Germania Stolp       | 7    | 1 | 1 | 5 | 13:39 | 3    |
| 5.     | SV Fortuna 1919 Stolp   | 8    | 0 | 2 | 6 | 14:44 | 2    |

### Kreisliga Danzig
| Plaats | Club                    | Wed. | W | G | V | Saldo | Ptn. |
| ------ | ----------------------- | ---- | - | - | - | ----- | ---- |
| 1.     | BuEV Danzig             | 5    | 4 | 1 | 0 | 18:6  | 9    |
| 2.     | SV Schutzpolizei Danzig | 5    | 3 | 1 | 1 | 14:6  | 7    |
| 3.     | SV 1919 Neufahrwasser   | 5    | 2 | 1 | 2 | 5:4   | 5    |
| 4.     | KS Gedania Danzig       | 5    | 1 | 2 | 2 | 5:4   | 4    |
| 5.     | RSV Hansa Danzig        | 5    | 1 | 1 | 3 | 5:16  | 3    |
| 6.     | Danziger SC 1912        | 5    | 1 | 0 | 4 | 8:19  | 2    |

|  | Geplaatst voor Bezirksliga |
|  | Degradatie                 |

### Kreisliga Westpreußen

#### Groep A
| Plaats | Club                 | Wed. | W | G | V | Saldo | Ptn. |
| ------ | -------------------- | ---- | - | - | - | ----- | ---- |
| 1.     | SV Viktoria Elbing   | 5    | 5 | 0 | 0 | 27:3  | 10   |
| 2.     | Elbinger SV 1905     | 5    | 4 | 0 | 1 | 10:5  | 8    |
| 3.     | SV Marienwerder      | 5    | 1 | 0 | 4 | 5:12  | 2    |
| 4.     | Marienburger SV 1905 | 5    | 0 | 0 | 5 | 7:29  | 0    |

|  | Geplaatst voor eindronde Westpreußen |

#### Groep B
| Plaats | Club                      | Wed. | W | G | V | Saldo | Ptn. |
| ------ | ------------------------- | ---- | - | - | - | ----- | ---- |
| 1.     | VfR Hansa Elbing          | 5    | 4 | 0 | 1 | 28:11 | 8    |
| 2.     | PSV Elbing                | 5    | 4 | 0 | 1 | 17:12 | 8    |
| 3.     | VfB Deutsch Eylau         | 4    | 0 | 1 | 3 | 10:14 | 1    |
| 4.     | SV Hochmeister Marienburg | 4    | 0 | 1 | 3 | 7:25  | 1    |

|  | Geplaatst voor eindronde Westpreußen |

#### Eindronde
| Plaats | Club               | Wed. | W | G | V | Saldo | Ptn. |
| ------ | ------------------ | ---- | - | - | - | ----- | ---- |
| 1.     | Elbinger SV 1905   | 6    | 5 | 1 | 0 | 15:7  | 11   |
| 2.     | VfR Hansa Elbing   | 6    | 3 | 1 | 2 | 12:14 | 7    |
| 3.     | SV Viktoria Elbing | 6    | 2 | 0 | 4 | 11:13 | 4    |
| 4.     | PSV Elbing         | 6    | 1 | 0 | 5 | 7:11  | 2    |

|  | Geplaatst voor Bezirksliga |

## Bezirksliga Grenzmark
| Plaats | Club                    | Wed. | W | G | V | Saldo | Ptn. |
| ------ | ----------------------- | ---- | - | - | - | ----- | ---- |
| 1.     | SV Schutzpolizei Danzig | 6    | 5 | 0 | 1 | 16:8  | 10   |
| 2.     | SV Viktoria 1909 Stolp  | 6    | 4 | 1 | 1 | 28:14 | 9    |
| 3.     | BuEV Danzig             | 6    | 1 | 1 | 4 | 12:15 | 3    |
| 4.     | Elbinger SV 1905        | 6    | 1 | 0 | 5 | 6:25  | 2    |

|  | Geplaatst voor Baltische eindronde |